# Maneca (labdarúgó)
Manuel Marinho Alves, ismertebb nevén Maneca (Salvador, 1926. január 28. – Rio de Janeiro, 1961. június 28.) brazil labdarúgócsatár.

## Pályafutása
1943 és 1945 között a Galícia, 1945–46-ban a Vitória, 1946 és 1955 között a Vasco da Gama, 1956-ban ismét a Vitória, majd a Bangu labdarúgója volt. 1957-ben a Galícia csapatában fejezte be az aktív sportolást.
1950-ben hat alkalommal szerepelt a brazil válogatottban és két gólt szerzett. Tagja volt az 1950-es világbajnokságom ezüstérmes csapatnak.
1. ↑  transfermarkt.com. transfermarkt.com. (Hozzáférés: 2017. október 9.)